# Законик о кривичном поступку (Србија)
Законик о кривичном поступку је законик који је усвојила Народна скупштина Републике Србије 28. септембра 2011. на предлог Владе Републике Србије.